# Parc Natural dels Aiguamolls de l'Empordà
Parc Natural dels Aiguamolls de l'Empordà är ett naturreservat i Spanien.   Det ligger i provinsen Província de Girona och regionen Katalonien, i den östra delen av landet, 600 km öster om huvudstaden Madrid.